# Aitor Zabala i Lozano
Aitor Zabala i Lozano   (Barcelona, 13 de març de 1979) és un cuiner català que està al capdavant del restaurant Somni, a West Hollywood (Califòrnia), amb tres estrelles Michelin.

## Biografia
Va néixer a Barcelona en 1979, amb arrels basques.
El seu avi Luis Zabala, originari de Durango, Biscaia, futbolista professional, va arribar a Barcelona després del seu fitxatge pel FC Barcelona en 1941 com a defensa, procedent de l'Athletic Club, de Bilbao. La seva àvia dirigia un dels restaurants bascos més importants de Barcelona i la seva mare va treballar en diversos restaurants bascos de la ciutat. El seu pare es va dedicar a la divulgació gastronòmica.
Després de prestar el servei militar obligatori com a cuiner en 1999, Aitor es va formar a l'escola Hofmann de Barcelona, treballant després en restaurants com Akelarre, Arzak, ABaC, Alkimia i, durant tres anys, entre 2006 i 2009, en El Bulli de Roses (Girona), i també en el BulliTaller del carrer de la Portaferrisa, de Barcelona, formant part del reduït equip creatiu amb el qual Ferran Adrià desenvolupava la carta de la nova temporada durant els sis mesos d'hivern en els quals el restaurant tancava per vacances. En 2007 després d'una visita del xef asturià José Andrés i Anthony Bourdain al Bulli, el primer li va oferir treballar amb el seu equip creatiu als Estats Units, primer durant una curta estada, després de la qual va tornar al Bulli, per a tornar ja en 2010 com a xef responsable de l'equip creatiu a Washington.{CC}}
Va arribar per primera vegada a Los Angeles per a una col·laboració amb el xef austro-estatunidenc Wolfgang Puck on va decidir quedar-se perquè comptava amb un clima i gastronomia més similar a la mediterrània. Després de responsabilitzar-se de diversos dels restaurants del grup de José Andrés en la Costa Oest, fins que va iniciar amb ell el seu primer propi projecte propi en Beverly Hills, en 2018: el primer Somni, dins de l'antic hotel SLS Beverly Hills, ja amb el concepte d'una barra d'alta cuina per a un molt limitat grup de comensals. En tot just un any, va aconseguir dues estrelles Michelin. La pandèmia de COVID-19 va obligar el restaurant a tancar.
Aquest mateix any 2020, Aitor va ser inclòs com a vuitè millor xef del món en la llista dels 100 millors xefs del món The Best Xef Awards juntament amb els xefs espanyols Mateu Casañas, Oriol Castro i Eduard Xatruch del restaurant Disfrutar de Barcelona, Joan Roca, del Celler de Can Roca, Sant Celoni i David Muñoz de DiverXO, de Madrid.
Durant els quatre anys següents, ja amb altres socis inversors, Aitor Zabala va treballar en la reobertura del nou restaurant Somni en West Hollywood amb la intenció d'inaugurar-lo en 2023, si bé la reobertura no es va aconseguir fins al 24 de novembre de 2024.
Comptant aquesta vegada amb un espai propi dissenyat també per l'arquitecte Juli Capella, el nou restaurant dona servei a 14 comensals en una barra i a sis comensals més en un menjador privat. El 25 de juny de 2025, en la gala de presentació de l'edició estatunidenca de la Guia Michelin de 2025, a Sacramento, Aitor Zabala va fer història en convertir-se en el primer triestrellat català i espanyol a l'estranger, i el primer espanyol a aconseguir-les de cop i en aconseguir ser el primer restaurant del Gran Los Angeles a aconseguir-les, juntament amb el restaurant Providence de Hollywood, que ja comptava amb dues estrelles anteriorment.